# Zaine Griff
Zaine Griff (Auckland, 4 oktober 1957) is een Nieuw-Zeelands singer-songwriter die deel uitmaakte van de Engelse New Wave-scene van de jaren tachtig. Griff werd opgeleid en muzikant in Nieuw-Zeeland, maar verhuisde in de jaren zeventig naar Engeland waar hij zijn carrière voortzette. Hij werkte samen met David Bowie, Kate Bush, Warren Cann, Lindsay Kemp, Gary Numan, The Kinks, Tony Visconti en Hans Zimmer.

## Biografie
Griff begon op 16-jarige leeftijd zijn muzikale-carrière als bassist bij de Nieuw-Zeelandse rockband The Human Instinct, waar hij de artiestennaam Glenn Mikkelson had. Na twee albums daar hebben opgenomen verliet hij The Human Instinct en verhuisde naar Londen. Daar begon hij mime en beweging te bestuderen naast Kate Bush en Lindsay Kemp. Toen Kemp op tournee ging in Australië, sloot Griff zich aan bij een band genaamd Screemer, met wie hij twee singles uitbracht: "Interplanetary Twist" (1976) en "In The City" (1977). Griff speelde in die periode ook basgitaar met The Kinks op hun album, Misfits.
In 1979 begon Griff zijn solocarrière, waarbij hij verschillende muzikanten voor zijn band gebruikte, waaronder Hans Zimmer en Ultravox-drummer Warren Cann. Hij bracht twee albums uit: Ashes and Diamonds (opgenomen in 1979 en uitgebracht in 1980) en Figvres (1982). Het album Ashes and Diamonds werd geproduceerd door Tony Visconti en de singles daarvan: "Tonight" en "Ashes and Diamonds" bereikte de UK Singles Chart. Tijdens de sessies voor zijn eerste solo-album werkte Griff ook samen met David Bowie en werd door Bowie gevraagd samen met hem nieuwe versies op te nemen van drie nummers: Space Oddity, Panic in Detroit en Rebel Rebel.
In 1983 was Griff betrokken bij Helden (ofwel: The Helden Project) van Hans Zimmer en Warren Cann. Griff zong op de meeste nummers op het opgenomen album Spies. Het album werd echter niet uitgebracht. Alleen de single "Holding On" van het album, een duet van Griff en Linda Jardim werd uitgebracht op ZiCa Records. Op 30 november 2022 bracht Sony Music het album alsnog uit, met de titel: The Helden Project // Spies waarbij Zaine Griff als artiest vermelding, het album opnieuw opnam met gebruik van de originele arrangementen van Zimmer en Cann. In 1984 had Griff een samenwerking met Gary Numan op Numans album Berserker. Datzelfde jaar keerde Griff terug naar Nieuw-Zeeland, waar hij eigenaar werd van een jazzclub in Auckland en andere artiesten produceerde. En nieuwe nummers opnam. 
In januari 2010 begon Griff met het opnemen van zijn derde album Child Who Wants The Moon, dat in augustus 2011 uitkwam. In april 2013 bracht Griff zijn vierde album The Visitor uit in Auckland, geproduceerd door Eddie Rayner van Split Enz. Later dat jaar vond Griff een doos met oude studiodemo-opnames waarvan hij dacht dat ze allang verloren waren. Ze werden tussen 1978 en 1983 in Londen opgenomen en bestonden uit drie vroege versies van nummers die hij jaren later opnieuw opnam voor zijn album Figvres. Er waren ook negen nummers die onbekend waren totdat ze werden uitgebracht. In een studio in Auckland liet hij de banden repareren en de demo's remasteren voordat hij ze in mei 2014 uitbracht als zijn vijfde album Immersed.
In januari 2016 bracht Griff zijn zesde soloalbum Mood Swings uit, dat een meer Europees geluid heeft dat doet denken aan de albums begin jaren tachtig. In 2016 deed Griff ook mee aan de Nieuw-Zeelandse tributeconcerten ‘David Bowie is wait in the sky’ met een grote groep Nieuw-Zeelandse artiesten. Hij zong verschillende Bowie-nummers, waaronder "Let's Dance" en "Golden Years", waarvan video's te zien zijn op YouTube.
in 2021 werd Zaine Griff gevraagd door Rusty Egan als frontman voor Visage 1980-2020 concerten in België en Engeland. Door de covid-pandemie werden de concerten gecanceld. Rusty Egan heeft nieuwe Visage mix opnamen aangekondigd met Zaine Griff als zanger. 
in 2021 werd het nummer Trip Stumble and Fall uitgebracht, een samenwerking van Zaine Griff met Chris Payne (voorheen Tubeway Army, Visage en Gary Numan). In een serie nummers wordt de ‘breakdown of relationships in different stages of life’ aan de orde gebracht. In januari 2024 zal naar verwachting het album hiervan verschijnen, onder de titel ‘A Double Life’. Naast de nummers uit het project met Chris Payne zijn ook een aantal andere nummers opgenomen, waaronder een nummer van David Bowie, Gary Numan en Yukihiro Takahashi - alle drie artiesten waarmee Zaine Griff in de jaren tachtig persoonlijk nummers heeft opgenomen.   
In juli 2022 brengt Zaine Griff de single On The Borderline uit, met video, een nieuwe opname van een nummer uit het Helden Project met Hans Zimmer en Warren Cann in 1983, toen Zaine Griff samen met hen en anderen het Helden album ‘Spies’ opnam, dat nooit is uitgebracht. Alleen de single Holding On/2529 werd in 1983 op 7” en 12” vinyl uitgebracht. 
In October 2022 wordt bekend gemaakt dat Zaine Griff met een heel nieuw team muzikanten het volledige Helden Project album Spies opnieuw heeft opgenomen. Jarenlang hebben fans van Ultravox, Hans Zimmer, Zaine Griff en electronische new wave gevraagd om release van het album, maar het gebeurde nooit. Naar nu bleek, zijn de opnamen destijds nooit volledig afgemaakt. 
Zaine Griff liet in diverse interviews weten het Helden Project te waardevol te vinden om het voor eeuwig op de plank te laten liggen en polste zowel Hans Zimmer als Warren Cann erover. Zimmer was te druk met zijn filmmuziek en Cann liet weten niet meer actief te zijn in muziek, maar een nieuwe opname van het album zeker toe te juichen. Bij het album zijn de originele arrangementen van het Ultravox percussion-genie Warren Cann gebruikt en de songs en arrangementen die door Zimmer/Cann en Hugo Vereker zijn geschreven. Er is 7 jaar in stilte aan het nieuwe Helden Project gewerkt. 
Doordat voor de opnamen originele ‘early Eighties’ synthesizer apparatuur is gebruikt klinkt het album volgens vele reviews en reacties ‘zoals het zou moeten klinken’ en doordat het in goede kwaliteit is opgenomen en door Sony Music Labels in Japan is uitgebracht op CD is The Helden Project // Spies voor het eerst officieel uitgebracht en wereldwijd ook digitaal te beluisteren. In verschillende reviews en websites voor electronische muziek is het album goed ontvangen. Het Nederlandse radiokanaal Xymphonia zette het album zelfs al in zijn lijst van ‘beste albums van 2022’. 
Er zijn plannen om in de nabije toekomst nummers van het nieuwe Helden Project album live ten gehore te brengen.

## Discografie

### Albums
- Ashes and Diamonds (1980)
- Figvres (1982)
- Child Who Wants the Moon (2011)
- The Visitor (2013)
- Immersed (2014)
- Mood Swings (2016)
- The Helden Project // Spies (2022)
- A Double Life (2024)

Met The Human Instinct
- The Hustler (1974)
- Peg Leg (opgenomen in 1975, uitgebracht in 2002)

### Extended play
- Abjure (2013)

### Singles
- Tonight (1980)
- Ashes and Diamonds (1980)
- Run (1980)
- Figvres (1982)
- Flowers (1982)
- Fahrenheit 451 (1983)
- Swing (1983)
- On The Borderline (2022)

Met Screemer
- Interplanetary Twist (1976)
- In The City (1977)

Met Helden
- Holding On (1983)